# مجلس نواب ولاية ايوا
مجلس نواب ولاية ايوا (بالإنجليزية: Iowa House of Representatives)‏ هو مجلس النواب التشريعي لولاية آيوا الأمريكية، يقع المقر الرئيسي له في دي موين، آيوا.